# Andrzej Szczęsny Cukrowski

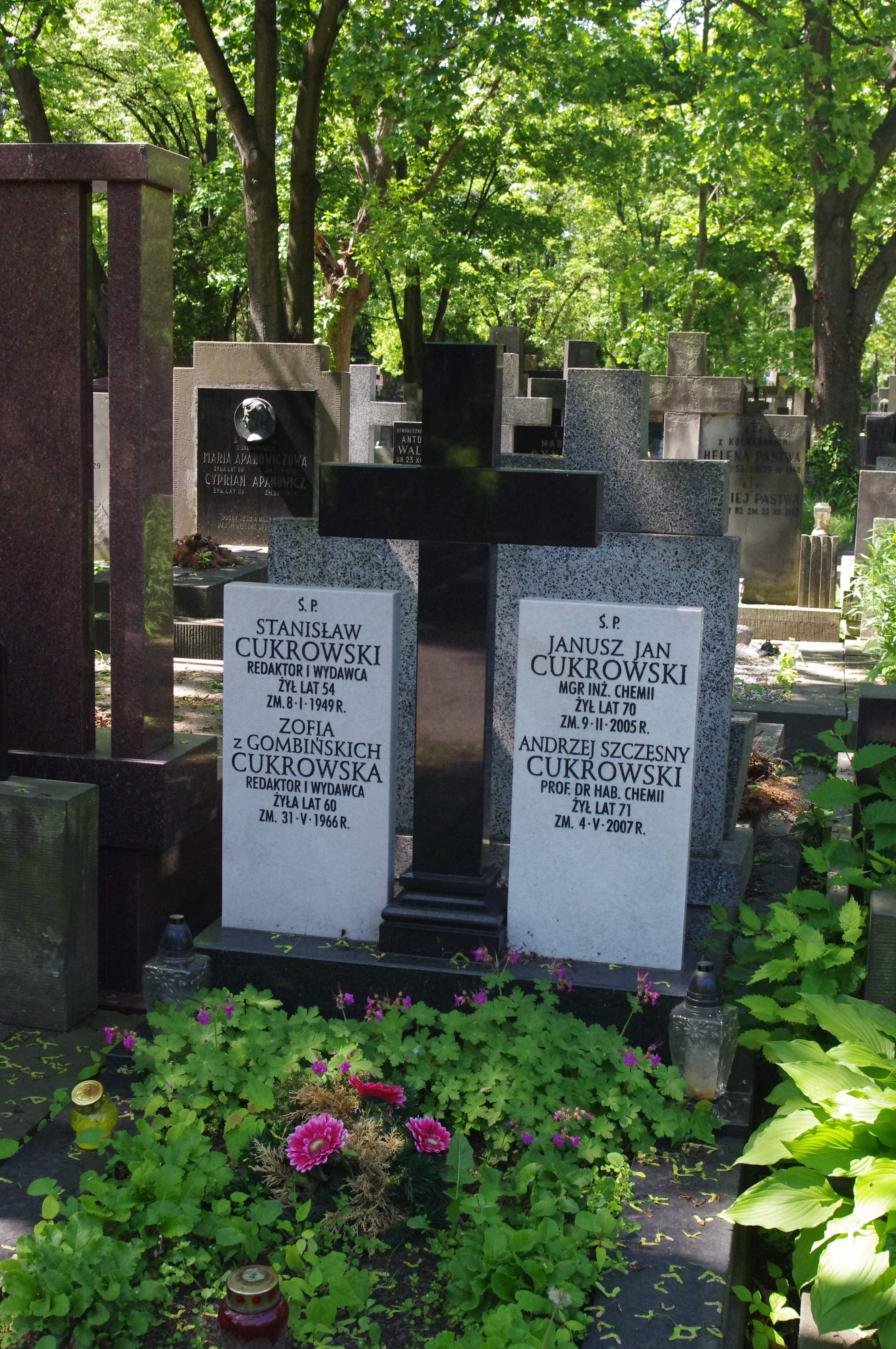
Grób chemika Andrzeja Szczęsnego Cukrowskiego oraz wydawców i redaktorów Stanisława i Zofii Cukrowskich na cmentarzu Powązkowskim w Warszawie

Andrzej Szczęsny Cukrowski (ur. 1936, zm. 4 maja 2007) – polski chemik, doktor habilitowany nauk chemicznych, w latach 1964-1967 pracownik Instytutu Chemii Fizycznej PAN w Warszawie, emerytowany profesor Instytutu Chemii Akademii Świętokrzyskiej w Kielcach. Autor ponad 70 prac naukowych. Pochowany na cmentarzu Powązkowskim w Warszawie (kwatera 241-1-9).